# Drachenschwanzhügel
Der Drachenschwanzhügel ist ein 620 m hoher Hügel an der Borchgrevink-Küste des ostantarktischen Viktorialands. In der Mountaineer Range ragt er im Spatulate Ridge auf.
Wissenschaftler der deutschen Expedition GANOVEX III (1982–1983) nahmen seine deskriptive Benennung vor.